# ティム・ピゴット＝スミス
ティム・ピゴット＝スミス（Tim Pigott-Smith、1946年5月13日 - 2017年4月7日）は、イギリスの俳優。

## 出演作品
- フランス、幸せのメソッド
- 刑事フォイル
- ダウントン・アビー
- アリス・イン・ワンダーランド
- ジョニー・イングリッシュ
- ヴィクトリア女王 最期の秘密
- Vフォー・ヴェンデッタ
- 6日間
- 007 慰めの報酬
- REDリターンズ